# Fourgon mousse grande puissance
Un fourgon mousse grande puissance (FMOGP) est un véhicule de lutte contre l'incendie utilisé par les pompiers en France. Il est équipé d'une citerne d'eau et d'émulseurs permettant de produire une mousse plus efficace que l'eau pour certains types d'incendies, notamment les feux d'hydrocarbures et industriels (plastiques, produits chimiques, etc.),.

## Équipement
Les fourgons mousse grande puissance (FMOGP) sont systématiquement équipés d'une citerne d'eau de plusieurs milliers de litres d'eau (jusqu'à 12 000 litres), d'un réservoir d'émulseur (de 1 000 litres à 7 500 litres) et de pompes pour l'eau et l'émulseur,. Les FMOGP sont dotés de lances portatives, parfois à balayage automatique, et sont couramment équipés d'un (voire deux) canon à eau/mousse, positionné sur le toit,,. Certains modèles de FMOGP bénéficient d'un système d'auto-protection — par arrosage — contre le rayonnement des flammes (c'est-à-dire la chaleur à distance).

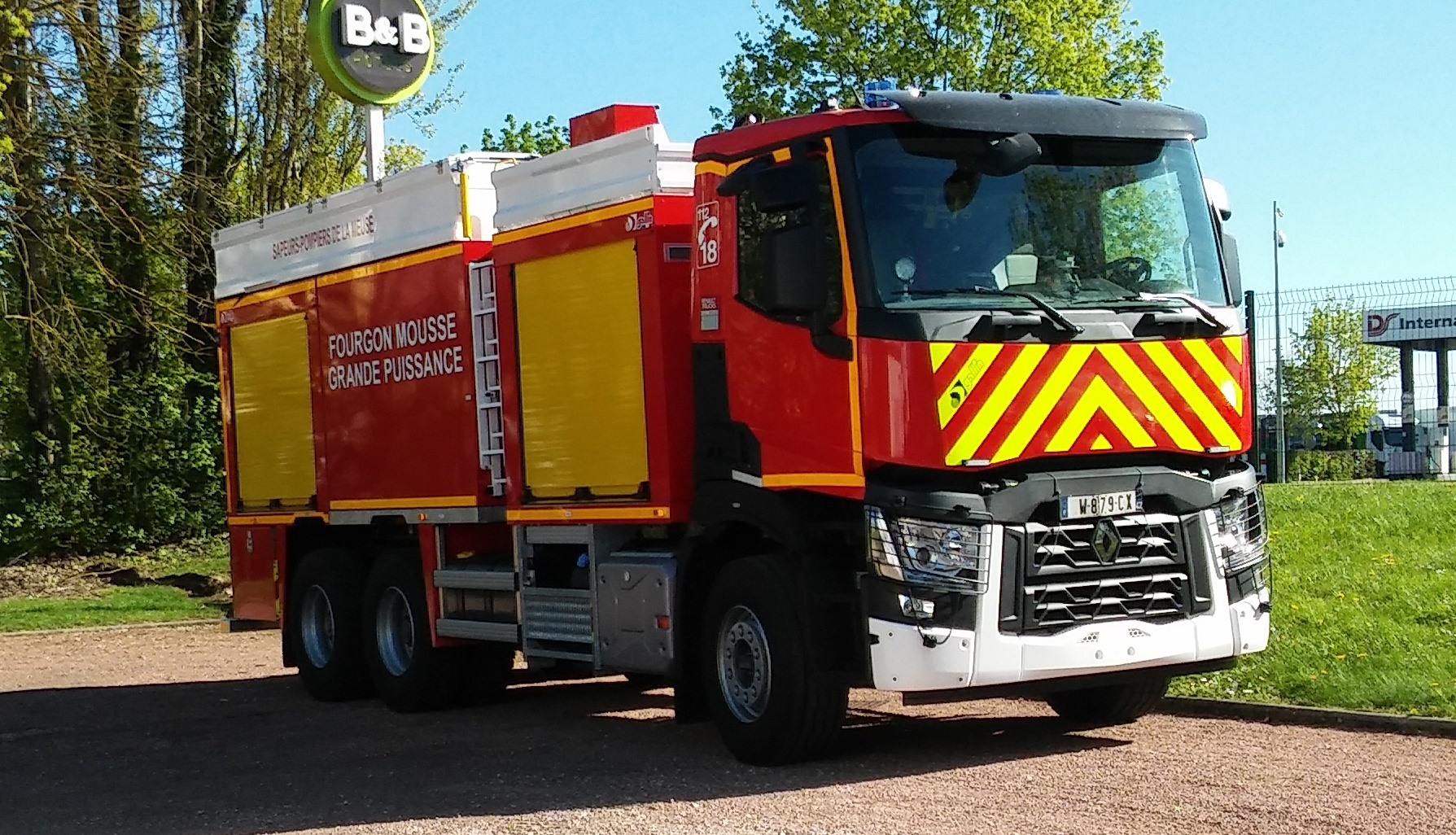
FMOGP du SDIS de la Meuse.

Les FMOGP sont également armés du matériel propre à la lutte contre l'incendie : appareil respiratoire isolant (ARI), tenues de pénétration au feu, tuyaux, divisions, etc.

## Utilisation

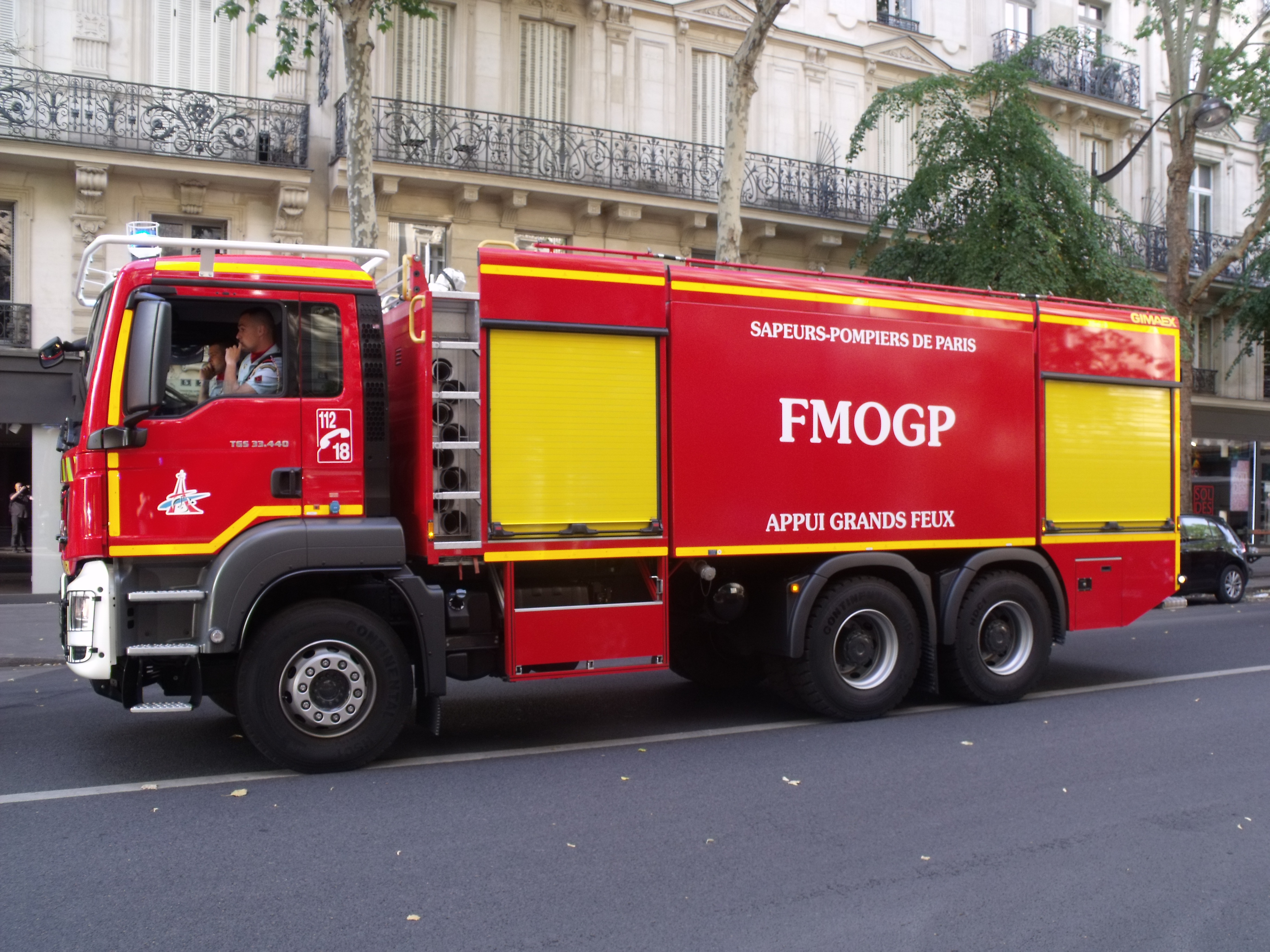
FMOGP de la Brigade de sapeurs-pompiers de Paris en attente du défilé du 14 juillet 2019.

En intervention, le FMOGP nécessite d'être alimenté en eau (généralement par le biais d'une borne d'incendie) ainsi qu'en émulseur, par exemple à l'aide d'un camion citerne grande capacité (CCGC) ou d'une cellule/berce émulseur (c'est-à-dire une citerne sous forme de conteneur), acheminée au moyen d'un véhicule porte-cellule,,. Entre deux et six hommes arment un FMOGP,.
La Brigade de sapeurs-pompiers de Paris a eu recours à deux des trois FMOGP dont elle dispose durant l'incendie de Notre-Dame de Paris en avril 2019.